# Phare de Chebba
Le phare de Chebba ou phare du Bordj Khadidja est un phare situé sur l'ancienne citadelle du Bordj Khadidja dans la ville de Chebba (dépendant du gouvernorat de Mahdia en Tunisie).
Les phares de Tunisie sont sous l'autorité du Service des phares et balises de la République tunisienne (SPHB).

## Description
Le phare de Chebba est un feu qui est dressé sur la tour du Bordj Khadidja. C'est une petite tourelle métallique, peinte avec des bandes rouges et blanches.
Il émet deux éclats toutes les deux secondes, à une hauteur focale de 28 mètres au-dessus du niveau de la mer. Le feu blanc, qui est dirigé vers le nord, est visible jusqu'à 34 kilomètres. Le feu rouge, qui est dirigé vers le sud, est visible jusqu'à 25 kilomètres. Ce feu directionnel sert de signaux de nuit pour l'approche du port de pêche de Chebba.
Identifiant : ARLHS : TUN011 - Amirauté : E6368 - NGA : 21900.

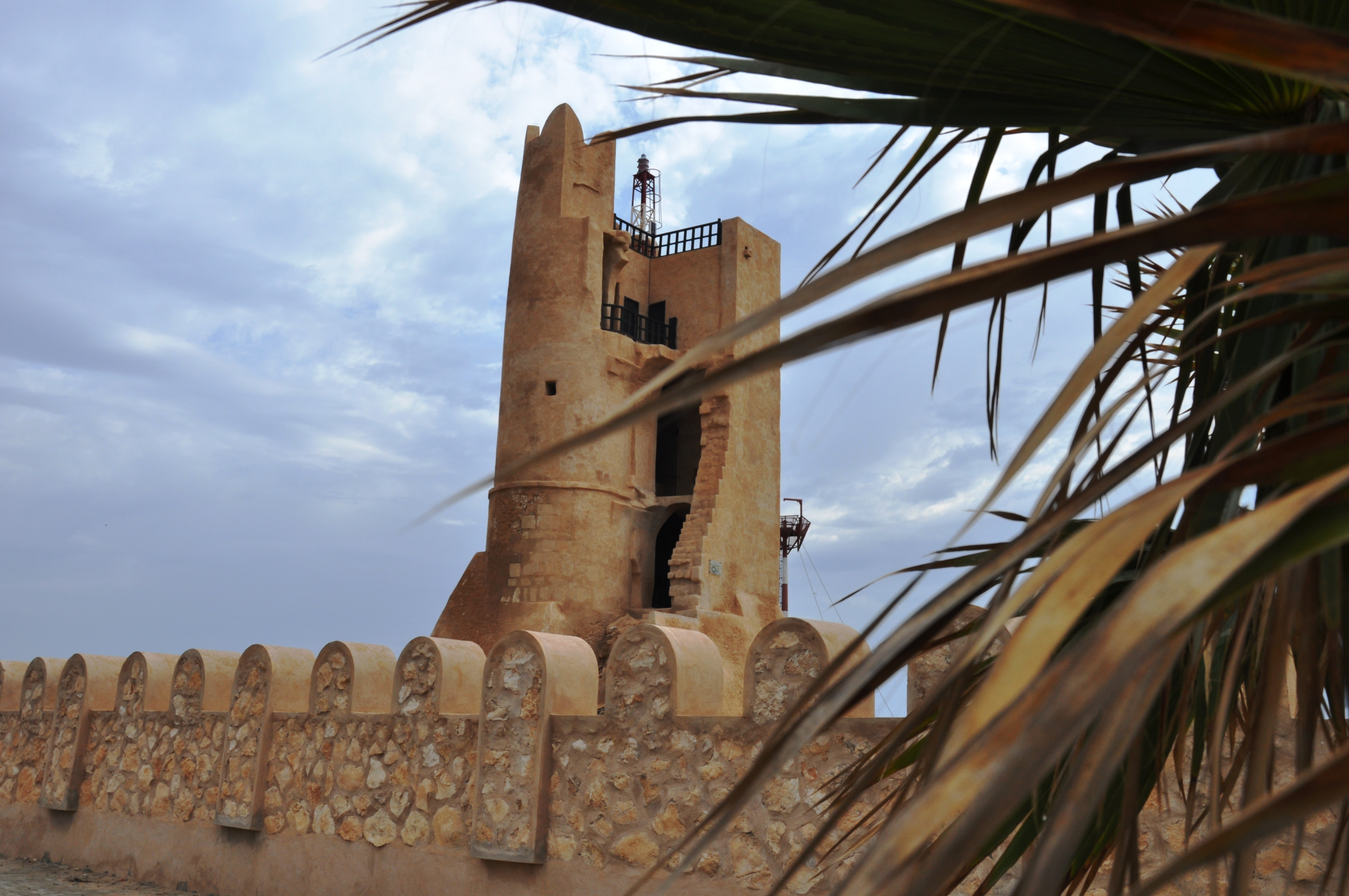
Citadelle byzantine (Bordj Khadidja).
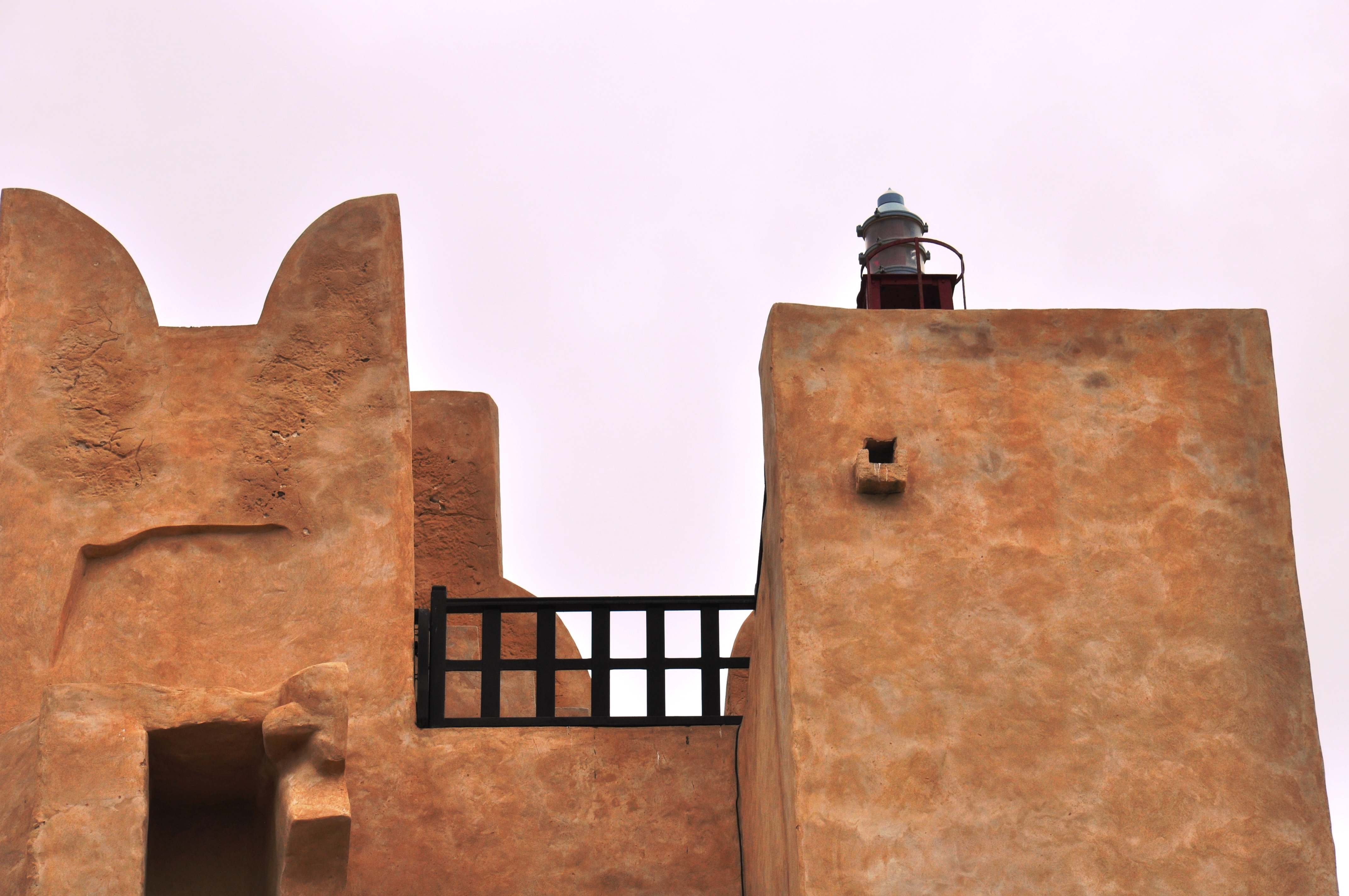
Vue du feu.

Non loin du fort a été découvert de manière fortuite le trésor de Chebba en 1989.

### Lien connexe
- Liste des principaux phares de Tunisie
- Liste des phares et balises de Tunisie